# 셀마 라겔뢰프

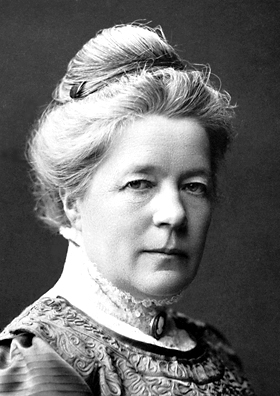
셀마 라겔뢰프
(문학부문 여성 최초 수상자)

셀마 오틸리아 로비사 라겔뢰프(스웨덴어: Selma Ottilia Lovisa Lagerlöf 셀마 오틸리아 로비사 라겔뢰브[*], 스웨덴어 발음: [ˈsɛ̂lːma ˈlɑ̂ːɡɛˌɭøːv], 문화어: 쎌마 라게를뢰프, 1858년 11월 20일~1940년 3월 16일)는 스웨덴의 작가이자 교사이다.
1909년 노벨 문학상 부문에서 여성 최초 수상자로 등극한 여류 문학작가로, 1914년 스웨덴 한림원 회원으로도 등극한 최초의 여성이기도 하다.

## 생애
스웨덴 베름란드주 모르바카(Mårbacka, 현 스웨덴 베름란드주 순네)의 농장에서 태어났다. 아버지 에릭 구스타프 라겔뢰브는 베름란드주 군부대 중위였으며 어머니인 루이즈 라겔뢰프는 공장장의 자녀였다. 둘은 결혼 후 6명의 자녀를 낳았으며 셀마 라겔뢰프는 그 중 다섯째 딸이었다. 라겔뢰프는 태어났을때부터 고관절 이형성증을 가지고 있어 세 살까지 두 다리에 통증을 겪었으나 이후 점차 회복했다.
어린 시절에는 조용한 성격이었고 나이가 들어가면서 독서하기를 좋아했다. 어린 나이임에도 시를 쓰는 것을 좋아했으며 당시에 쓴 시는 공식적으로 출간하지 않았다. 유년시절에는 할머니가 돌봐주었기 때문에 할머니로부터 동화와 판타지를 들으며 자랐다.
당시의 다른 상류층 자녀처럼 가정교육을 받았다. 가정교사로부터 영어와 프랑스어를 교육받았다.
1868년 10살이 되었을 때 성경책을 완독했다. 이 당시 아버지가 편찮으셨으며 자신이 성경을 한 장, 한 장 읽으면 아버지의 병이 나을 것이라 믿었다. 아버지는 17년을 더 살았다. 이러한 경험을 통해 어린 나이부터 셀마 라겔뢰프는 성서 언어에 익숙해졌다.
1884년, 라겔뢰프는 또 한번 변화를 겪게 된다. 라겔뢰프가 직접적으로 잘 언급하지는 않았으나 아버지가 알코올 의존증에 걸렸었던 적이 있다고 전해진다. 그녀의 아버지는 라겔뢰프가 학업을 이어나가고 여성운동에 동참하는 것을 원하지 않았다. 그럼에도 라겔뢰프는 노벨문학상에서 받은 상금을 아버지의 농장을 되사는데 이용했다. 그녀는 교사가 되기 위해 스톡홀름에 위치한 Royal Seminary에 들어가 학업을 마쳤다.

## 교사 및 작가 활동
라겔뢰프는 1882년부터 1885년까지 스톡홀름에 위치한 Royal Seminary(Högre lärarninneseminariet)에서 교육받았다. 1885년부터 1895년까지 스웨덴 근교지역 란스크로나에 위치한 여자고등학교에서 교사로 일했다. 라겔뢰프는 주로 어린 시절에 듣고 자란 전설에 대한 경험을 떠올리며 스토리텔링 방법을 연습했다. 라겔뢰프는 학생들이 배우는 여러 나라의 이야기와 예수 그리고 예수의 가르침을 이야기하는데 아주 뛰어났다.
라겔뢰프가 스톡홀름에서 학업을 하던 중, 스웨덴의 리얼리즘 작가인 아우구스트 스트린드베리와 갈등을 빚었다. 그녀는 란스크로나에서 교사로 일할 때 첫 소설인 예스타 베를링의 전설을 집필하기 시작했다. 당시 잡지 Idun에서 주관하는 문학 대회에서 첫 번째 장을 연재한 이후 대회의 우승을 하며 책 출판권까지 얻어내게 된다. 이를 계기로 라겔뢰프는 작가로 알려지는 첫번째 계기를 다지게 된다. 게오르그 브라네스는 덴마크어로 라겔뢰프의 글에 호평을 남겼고 그녀가 유명세를 얻게 되었다. 이후 프레데리카 림넬로부터 재정적인 지원을 받게 된다.

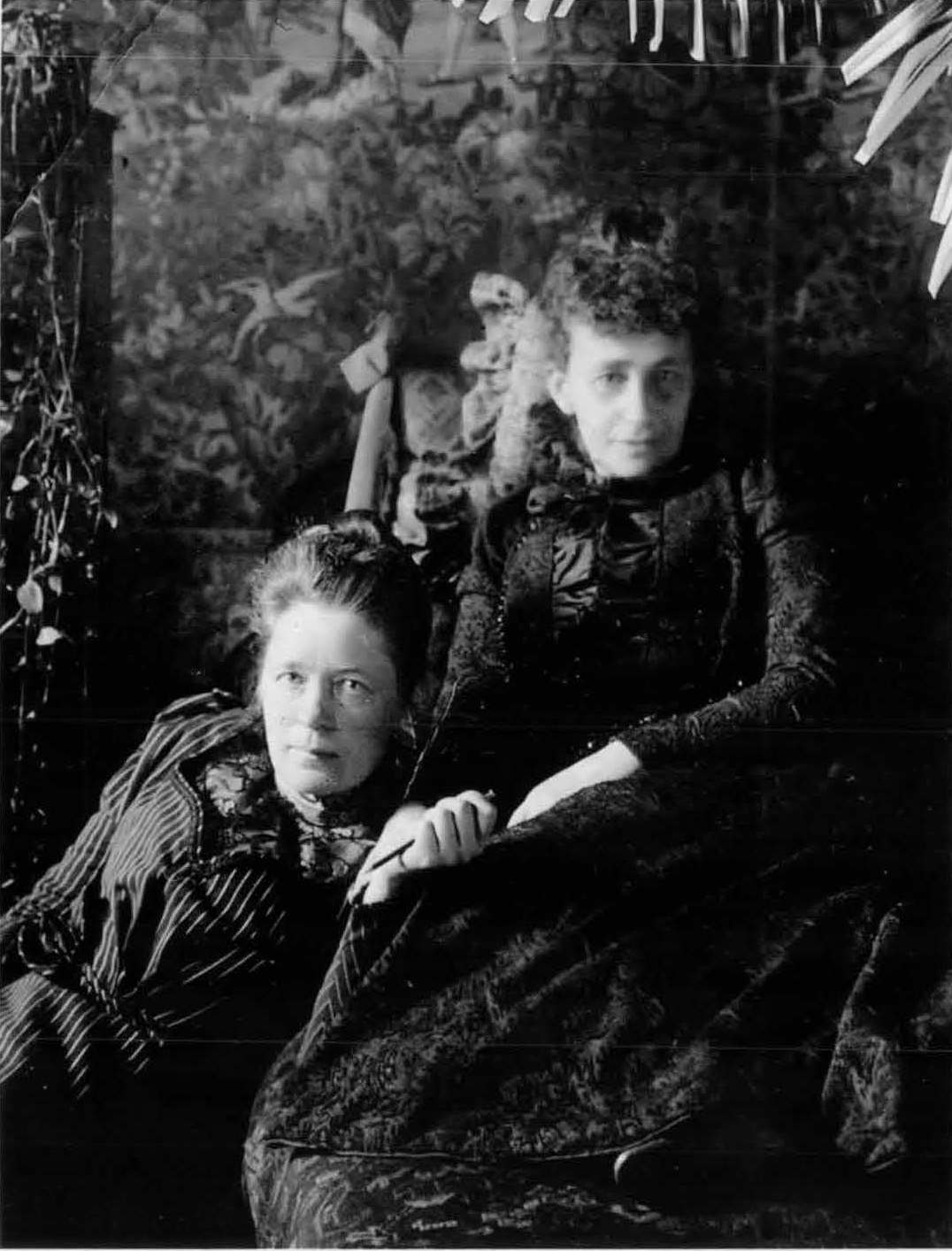
셀마 라겔뢰프(좌측)와 소피 엘칸(우측)

1894년, 라겔뢰프는 스웨덴 작가 소피 엘칸을 만난다. 소피 엘칸은 라겔뢰프의 친구이자 동료였다. 둘의 주고받은 편지를 통해 라겔뢰프가 소피 엘칸을 매우 좋아했음을 알 수 있다. 수 년 동안, 라겔뢰프와 엘칸은 서로의 작업물을 비평했다. 라겔뢰프는 그녀가 집필하고자 했던 방향에 대해 엘칸이 종종 강하게 반대했었음을 언급했다. 라겔뢰프가 엘칸에게 보낸 편지는 1993년에 "Du lär mig att bli fri (You Teach me to be Free)"라는 제목으로 출간되었다.
1900년 라겔뢰프가 예루살렘 내 아메리칸 콜로니 지역을 방문한 경험을 바탕으로 동일 이름의 책, "예루살렘"을 출간하게 된다. 스웨덴 왕실과 스웨덴 한림원은 라겔뢰프의 열정을 알아보고 재정적인 지원을 해주었다. 또한, "예루살렘"은 비평가들이 호메로스와 셰익스피어를 인하는 작품이었다. 이를 통해 라겔뢰프는 스웨덴과 전 세계적인 인기를 끌게 된다. 1895년 라겔뢰프는 교사를 그만두고 작가 일에 전념하기로 결심한다. 라겔뢰프는 소피 엘칸과 이탈리아와 팔레스타인 그리고 동쪽 지역을 여행했다. 이탈리아에서 본 아기 예수 탄생의 작품을 잘못된 버전으로 각색하여 "안티크라이스트의 기적"을 출간했다. "안티크라이스의 기적"은 시칠리아 섬에서 작업했고 기독교와 사회주의의 도덕 관념을 상호작용하여 집필했다. 하지만, 대부분의 라겔뢰프가 쓴 소설은 베름란드주가 배경이다.
1902년 스웨덴 전국 교사 협회에서 라겔뢰프에게 아이들을 위한 지리 도서를 집필해달라고 부탁했다. 그녀는 "닐스의 신기한 여행"을 집필했고 스웨덴 남부 출신 소년이 엄지 손가락만큼 작아져 거위를 타고 세계를 모험하는 내용의 소설이었다. 라겔뢰프는 역사적인 내용과 지리학적인 내용을 잘 담아내어 주인공 닐스가 원래 크기로 돌아올 때까지 여행을 떠난다는 내용을 담았다. 해당 소설은 라겔뢰프의 가장 잘 알려진 저서이며 30여개의 언어로 번역되어 출간되었다.

## 같이 보기
- 여자 노벨상 수상자 목록